# Ивановцы (Черновицкая область)
Ива́новцы (укр. Іванівці) — село в Кельменецкой поселковой общине Днестровского района Черновицкой области Украины.
По переписи 2001 года население составляло 3253 человека.

## История
В 1946 г. Указом ПВС УССР село Яновцы переименовано в Ивановцы.
До 2020 года входило в Кельменецкий район

## Уроженцы
- Йоффе, Элиэзер Липа — активист и теоретик коллективного сельскохозяйственного заселения Палестины, основатель одного из первых кибуцев нового типа (1913) и первого мошава (1921).
- Тучкевич, Владимир Максимович — советский физик, директор Физико-технического института им. А. Ф. Иоффе.